# Cabo Branco (Mauritânia)
O cabo Branco (em castelhano: Cabo Blanco; em francês: Cap Blanc, Cap Blanco ou Cap Branco; em árabe: رأس نواذيبو‎; romaniz.: Ras Nouadhibou) é um acidente geográfico situado na costa atlântica do Norte de África, na fronteira entre a Mauritânia e o Saara Ocidental. O cabo dá nome à península da qual é a extremidade, onde se situa a pequena localidade de Lagouira, parte do Saara Ocidental controlado de facto por Marrocos, e Nuadibu (Port Étienne durante a época da colonização francesa), a segunda maior cidade da Mauritânia.
O cabo deve seu nome aos rochedos brancos que foram avistados por seu descobridor em 1441. Não há dúvidas quanto à nacionalidade do descobridor (portuguesa), nem quanto ao ano. Há controvérsias, contudo, quanto ao seu nome. Segundo Gomes Eanes de Zurara, na “Crónica dos Feitos da Guiné”, teria sido Nuno Tristão a descobrir o cabo; já para Diogo Gomes, na Relação do Descobrimento da Guiné, teria sido Gonçalo de Sintra e Dinis Dias; para outros ainda, teria sido Antão Gonçalves. O historiador Vitorino Magalhães Godinho propôs que Nuno Tristão teria apenas avistado o cabo, mas a tarefa de o dobrar teria sido conseguida pelos dois últimos navegantes, em viagem ulteriormente levada a cabo, ainda no mesmo ano ou em começos de 1442.